# Carolin Schnarre
Carolin Schnarre (* 22. Juli 1992 in Osnabrück) ist eine deutsche Behindertensportlerin und Paralympics-Teilnehmerin.

## Leben
Carolin Schnarre gilt aufgrund einer starken Sehbehinderung als Schwerbehindert. Da sie sich sehr für Pferde interessierte, wählte sie für sich eine Berufsausbildung als Pferdewirtin, die sie auch erfolgreich abschloss. Um auch Reitsport betreiben zu können, wurde sie Mitglied des Sportvereins Sportfreunde Lotte. Sie begann, sich innerhalb des Reitsportes für das Dressurreiten zu spezialisieren, wo sie schon bald Para-Dressursport in der Startklasse IV in der Mannschaft, der Kür und der Championatsaufgabe leistungssportlich betrieb.
Ihre Leistungen waren so gut, dass sie von der Reitsport-Nationalmannschaft in internationalen Wettkämpfen eingesetzt werden konnte. 2014 nahm sie an den Weltmeisterschaften im Rahmen der Weltreiterspiele teil. In der Mannschaftswertung erreichte sie dabei mit Elke Philipp, Hannelore Brenner und Britta Näpel den 3. Platz und damit eine Bronzemedaille. Im Jahre 2015 konnte sie diesen Erfolg mit der Mannschaft wiederholen.
Bei den XV. Paralympischen Sommerspielen 2016 konnte sie ebenfalls starten und belegte in der Championatsaufgabe in der Kategorie Grade IV den 5. Platz. In der Mannschaftswertung belegte sie mit ihrer Equipe den 2. Platz und gewann eine Silbermedaille.
Für diesen Erfolg wurden sie und ihre Mannschaft am 1. November 2016 von Bundespräsident Joachim Gauck mit dem Silbernen Lorbeerblatt ausgezeichnet.